# Warlord Games
Warlord Games — британський видавець мініатюр і настільних воєнних ігор, що базується в Ноттінгемі, Великобританія.

## Опис
Warlord Games створює як мініатюри для воєнних ігор, так і самі настільні воєнні ігри. 
Black Powder, події якої охоплюють період наполеонівських війн, громадянської війни у США та англо-зулуської війни, згадується в кількох книгах, присвячених воєнним іграм того періоду. Наприклад, Дональд Фезерстоун у своїй книзі Battle Notes for Wargamers 2010 року цитує правила, які використовуються в Black Powder, як особливо придатні для відтворення битв при Віненделі  :64 Престонпанс,  :74 Будівля Гілфордського суду,  :84 Майда,  :94 Алівал,  :103 Вілсонс-Крік,  :112 Літтл-Біггорн,  :122 і річка Моддер.  :132
Однією з найпопулярніших настільних ігор у Warlord Games на сьогодні є Bolt Action.

## Історія
Warlord Games була заснована у 2007 році  колишніми співробітниками Games Workshop Джоном Сталлардом і Полом Сойєром. 
7 липня 2023 року Hornby PLC придбала 25% акцій Warlord Games Limited за £1,25 млн.